# Short story (literaire abri)

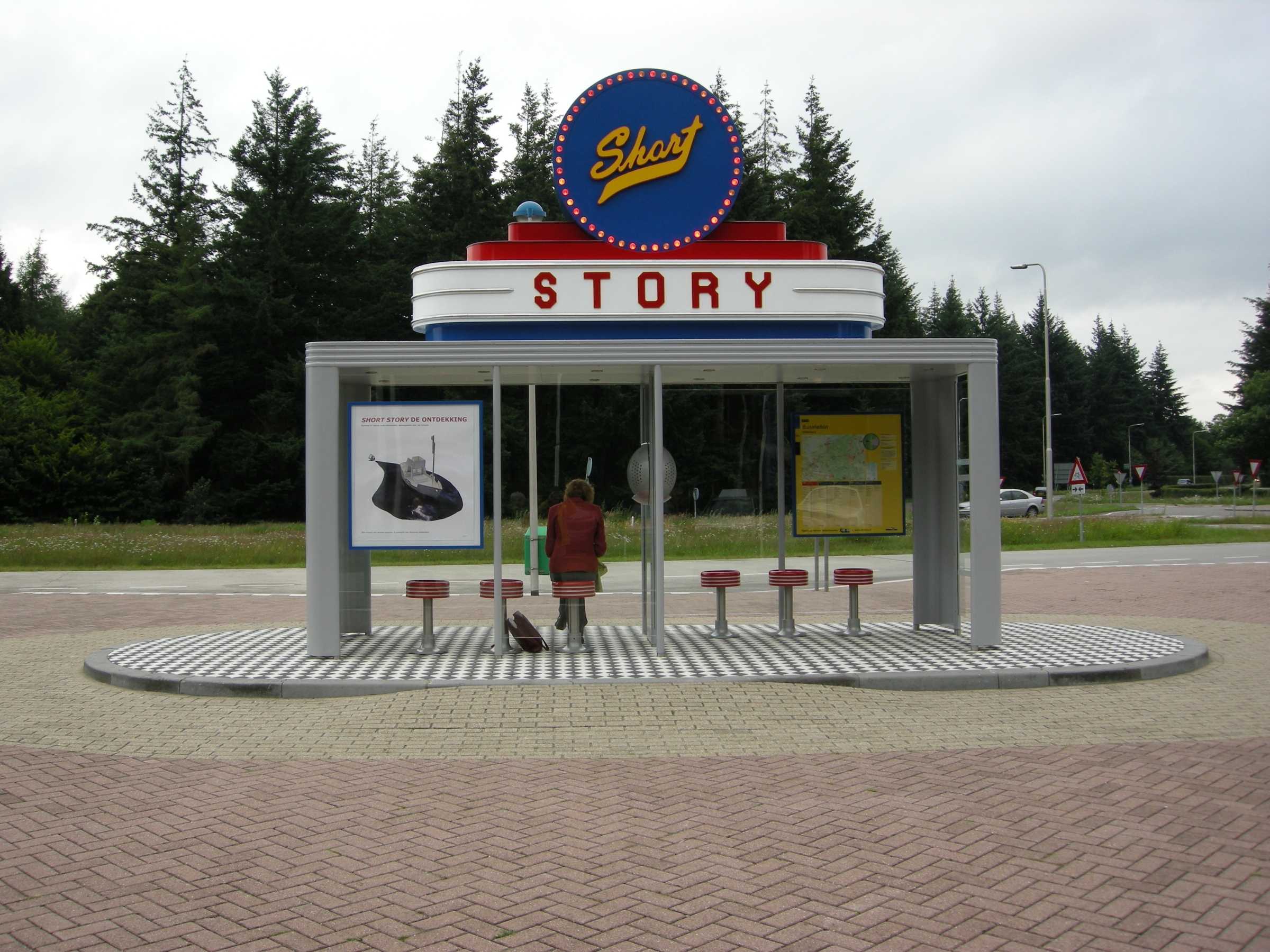
Short Story op transferium Wittenberg

Short Story is een project van beeldhouwer Jerome Symons en bestaat uit een abri op het transferium Wittenberg bij Garderen op de Veluwe. Het bushokje is op vrijdag 29 juni 2007 onthuld en in werking gesteld.
Het is door Jerome Symons op een bijzondere manier vormgegeven in opdracht van de provincie Gelderland. Het geheel is gebouwd door de kunstenaar Fons Snelder en van de nodige elektronica voorzien door Willem Ouwerkerk. In het bushokje kunnen reizigers naar 20 korte verhalen luisteren. Er zijn zes krukjes aanwezig die geheel in stijl zijn vormgegeven. Het project duurt tien jaar, van 2007 tot 2017. Elk jaar zullen er twintig nieuwe verhalen in de abri worden geïnstalleerd. De verhalen worden speciaal daarvoor geschreven of samengesteld. Jerome Symons voert de redactie. De eerste jaargang werd samengesteld door Jos Schoots. Hij maakte bewerkingen van twintig oude reisverhalen uit de wereldliteratuur.
Het transferium ligt op een tamelijk desolate plek, aan de kruising van twee doorgaande wegen, de N344 en de N310; de dorpen Stroe en Garderen liggen op ongeveer twee kilometer afstand. Alleen de kazerne Wittenberg en het restaurant Zondag liggen er in de buurt. De provincie Gelderland, dienst Wegen Verkeer en Vervoer, heeft aan 4 kunstenaars een schetsopdracht gegeven voor een kunstwerk dat deze plek zou opvrolijken. Het ontwerp van Jerome Symons is uitgekozen. Een ander ontwerp, dat van Peter Zegveld, is op een andere plek in de omgeving uitgevoerd.
Het ontwerp is geïnspireerd op de American Diners die in het midden van niets langs de autosnelwegen in de Verenigde Staten te vinden zijn. Er is een speciaal ontworpen jukebox waarop de luisteraar met drie drukknoppen een keuze maken uit de vijf minuten durende verhalen. Er zijn lijnennetkaarten en vertrekstaten van de buslijnen aanwezig en kunstposters die geregeld worden vernieuwd.

## Openbaar Vervoer
De volgende buslijnen stoppen op dit transferium:
- 102 (Apeldoorn - Amersfoort)
- 104 (Harderwijk - Barneveld)
- 107 (Ede - Putten)
- 650 (Wekerom - Apeldoorn)
- 651 (Ede - Apeldoorn)
- 657 (Barneveld - Apeldoorn)
- 676 (Elspeet - Amersfoort)

## Reisverhalen
De reisverhalen van de eerste jaargang die vanaf de opening te beluisteren zijn:
1. Met de stoomtrein door België naar Victor Hugo
2. Een doorgewinterde reiziger naar Mark Twain
3. Alice en de witte ridder naar Lewis Carroll
4. Skylla en Charybdis naar Homerus
5. Een afscheidslied naar Louisa Jebb
6. Hotelleven naar Kurt Tucholsky
7. Terug naar de maan naar Jules Verne
8. Gargantua op weg naar Parijs naar François Rabelais
9. Gastvrijheid naar Laurence Sterne
10. Magalhães' reis om de wereld naar Antonio Pigafetta
11. De tijdmachine naar H.G. Wells
12. Gulliver en de insecten naar Jonathan Swift
13. Louis Couperus en de Fujiyama naar Louis Couperus
14. De dans van de Nubiërs van Marcellus Emants
15. De schipbreuk van Robinson Crusoë naar Daniel Defoe
16. De elektricien naar Carry van Bruggen
17. De reis van Sint Brandaan naar een anonieme middeleeuwse schrijver
18. Baron Von Münchhausen op zee naar R.E. Raspe
19. Het verboden rijk naar J. Slauerhoff
20. Het afscheid naar Elisabeth Maria Post

De tweede jaargang bestaat uit een feuilleton getiteld 'Nooit Meer Alleen', geschreven door Beverley Summers en verteld door Jos Schoots. Het gaat hier om een romantische liefdesgeschiedenis in 20 afleveringen.